# Шампањи суз Иксел
Шампањи суз Иксел (фр. Champagny-sous-Uxelles) насеље је и општина у источном делу централне Француске у региону Бургоња, у департману Саона и Лоара која припада префектури Шалон сир Саон.
По подацима из 2011. године у општини је живело 84 становника, а густина насељености је износила 16,63 становника/km². Општина се простире на површини од 5,05 km². Налази се на средњој надморској висини од 360 метара (максималној 287 m, а минималној 199 m).

## Демографија
| 1962. | 1968. | 1975. | 1982. | 1990. | 1999. | 2011. |
| ----- | ----- | ----- | ----- | ----- | ----- | ----- |
| 76    | 84    | 62    | 59    | 60    | 75    | 84    |

График промене броја становника у току последњих година